# Pressure Point
 (janvier 2023).
Si vous disposez d'ouvrages ou d'articles de référence ou si vous connaissez des sites web de qualité traitant du thème abordé ici, merci de compléter l'article en donnant les références utiles à sa vérifiabilité et en les liant à la section « Notes et références ».
Pour plus de détails, voir Fiche technique et Distribution.
Pressure Point est un film américain réalisé en 1962 par Hubert Cornfield, sorti en 1962 aux USA et en 1966 en France.

## Synopsis
Un psychiatre noir travaillant dans une prison raconte à un jeune collègue juif blanc incapable d'affronter un détenu agressivement antisémite le cas similaire qu'il eut à guérir en 1942, ce qui l'aidera à ne pas baisser les bras en la circonstance.

## Fiche technique
- Réalisateur : Hubert Cornfield et, non crédité, Stanley Kramer
- Producteur :	Stanley Kramer
- Scénario : Hubert Cornfield, d'après celui de S. Lee Pogostin pour son téléfilm, d'après la nouvelle Destiny's Tot de Robert Mitchell Lindner (1955)
- Musique : Ernest Gold
- Directeur de la photographie : Ernest Haller
- Montage : Frederic Knudtson
- Production : Larcas Productions
- Distribution : United Artists
- Dates de sortie :
  - États-Unis : 2 décembre 1962
  - France : 24 avril 1966
- Durée : 91 minutes

## Distribution
- Sidney Poitier : le docteur
- Bobby Darin : le patient
- Peter Falk : le jeune psychiatre
- Carl Benton Reid : le médecin-chef
- Mary Munday : l'hôtesse du bar
- Barry Gordon : le jeune patient
- Howard Caine : le propriétaire de la taverne
- Gilbert Green : le père juif
- Anne Barton (en) : la mère
- James Anderson : le père
- Richard Bakalyan : Jimmy
- Lynn Loring : la jeune fille juive
- Yvette Vickers : la femme ivre

### Revue de presse
- « Entretien avec Hubert Cornfield à propos de Pressure Point », Dossiers Art et Essai n°9 (avril 1966), éditions Art et Essai, Paris, p. 34-36.
- Jean d'Yvoire, « Pressure Ponit », Téléciné no 129, Paris, Fédération des Loisirs et Culture Cinématographique (FLECC), juin-juillet 1966, p. 50,  (ISSN 0049-3287)